# Haus Daren
Haus Daren ist ein aus einer Wasserburg hervorgegangenes Schloss bei Bakum im Landkreis Vechta in Niedersachsen.

## Geschichte
Die Burg Daren wurde durch die Familie von Sutholte im 14. Jahrhundert auf dem Gelände ihrer „curia“ errichtet. Der erste überlieferte Besitzer war 1432 Hermann von Sutholte. In der Folge wechselte die Anlage mehrfach den Besitzer. 1466 wird Hilmar von Lutten als Besitzer der Burg genannt. 1589 gelangte die Anlage durch die Heirat Sophias von Lutten mit Otto von Kobrinck aus Altenoythe in die Hand dieser Familie. 1728 starben die Kobrink aus, ihr Erbe trat der Verwandte Otto von Schade an. Durch Heirat gelangte die Anlage 1741 wiederum an Georg Wilhelm von Frydag zu Schloss Gödens, der in zweiter Ehe mit einer Schwester des berühmten Barons von Münchhausen verheiratet war. Darum sahen manche Haus Daren als Schauplatz der einen oder anderen Lügengeschichte an. Von 1752 bis 1755 wurde das bis heute erhaltene Herrenhaus Daren im Stil des norddeutschen Barocks als Wasserschloss errichtet.
Haus Daren wird heute noch von der Familie von Frydag bewohnt. Sie ist u. a. Eigentümerin der Ziegelei Olfry in Hagen.

## Beschreibung
Die Burg lag ursprünglich auf einer Insel im Vechtaer Bach. Von der Burg blieb außer dem Graben nichts erhalten, so dass ihre ehemalige Gestalt unbekannt ist. Das heutige Wasserschloss ist im schlichten Stil des norddeutschen Barocks errichtet worden. Die Hofanlage ist axialsymmetrisch auf das Herrenhaus orientiert, das sich mit seiner breiten Schauseite dem Wirtschaftshof zuwendet. Die Wassergräben des Vorgängerbaues wurden als Bestandteil des umgebenden Landschaftsgartens beibehalten.